# Колесовское сельское поселение
Се́льское поселе́ние «Колесовское» (бур. Колесовскын hомон) — муниципальное образование в Кабанском районе Бурятии Российской Федерации.
Административный центр — село Большое Колесово.

## История
Статус и границы сельского поселения установлены Законом Республики Бурятия от 31 декабря 2004 года № 985-III «Об установлении границ, образовании и наделении статусом муниципальных образований в Республике Бурятия»

## Население
| 2002 | 2011 | 2012 | 2013 | 2014 | 2015 | 2016 |
| ---- | ---- | ---- | ---- | ---- | ---- | ---- |
| 1116 | ↘967 | ↗973 | ↘971 | ↗974 | ↗988 | ↘985 |
| 2017 | 2018 | 2019 | 2020 | 2021 | 2023 | 2024 |
| ↘963 | ↘962 | ↘950 | ↘926 | ↗973 | ↘955 | ↘954 |

## Состав сельского поселения
| № | Населённый пункт | Тип населённого пункта       | Население |
| - | ---------------- | ---------------------------- | --------- |
| 1 | Большое Колесово | село, административный центр | ↘668      |
| 2 | Каргино          | село                         | ↘89       |
| 3 | Малое Колесово   | село                         | ↘213      |